# Vireó frontdaurat
El vireó frontdaurat (Pachysylvia aurantiifrons) és un ocell de la família dels vireònids (Vireonidae).

## Hàbitat i distribució
Habita boscos, manglars i vegetació secundària de les terres baixes de Panamà, nord i est de Colòmbia, oest i nord de Veneçuela i Trinitat.